# Donegal County Museum
Donegal County Museum (irsk: Músaem Chontae Dhún na nGall) er et county museum i County Donegal, Irland. Det ligger på High Road i Letterkenny i en bygning opført i 1843 som Warden's House som en del af Letterkenny Workhouse. Bygningen blev opbygget til museum i 1987.